# Mad Detective
Pour plus de détails, voir Fiche technique et Distribution.
Mad Detective (chinois traditionnel 神探, chinois simplifié 神查, pinyin Shen tan ; titre littéral Le Dieu cherche) est un film policier hongkongais produit et dirigé par Johnnie To et Wai Ka-fai, sorti en 2007. Il met en scène Lau Ching-wan, un ancien policier aux méthodes étranges qui se laisse convaincre par un jeune collègue (Andy On) de l'aider à résoudre une affaire de meurtre impliquant d'autres policiers.

## Synopsis
L'inspecteur Bun (Lau Ching-wan) est un enquêteur brillant, obligé de prendre sa retraite après avoir offert à son supérieur une de ses oreilles en cadeau de départ. Il dispose d'un don pour voir (ou imaginer) les personnalités cachées des gens, ou leurs "démons".
Quelques années plus tard, l'inspecteur Ho Ka-on (Andy On) lui rend visite pour le convaincre de l'aider à résoudre le cas de Wong Kwok-chu (Lee Kwok-lun), un collègue disparu 18 mois auparavant durant la poursuite d'un suspect avec son équipier Ko Chi-wai (Lam Ka-tung). Son arme a depuis été utilisée pour une série de vols à main armée.
Bun sort de sa retraite et découvre que Ko Chi-Wai possède sept "démons" (représentant chacun un aspect de sa personnalité). Ho Ka-On ne sait pas s'il doit faire confiance à Bun ou si le "sixième sens" de celui-ci est simplement une manifestation de sa folie.

## Fiche technique
- Réalisation : Johnnie To et Wai Ka-fai
- Scénario : Wai Ka-fai et Au Kin-yee
- Musique : Xavier Jamaux
- Photographie : Cheng Siu-keung
- Montage : Tina Baz
- Production : Johnnie To et Wai Ka-fai
  - Production exécutive : Charles Heung
- Sociétés de distribution : China Star Entertainment Group, IFC Films
- Date de sortie : 29 novembre 2007 à Hong Kong et Singapour

## Distribution
- Lau Ching-wan : Inspecteur Bun
- Andy On : Inspecteur Ho Ka-on
- Lam Ka-tung : Ko Chi-wai
- Kelly Lin : May Cheung, ancienne femme de Bun
- Lee Kwok-lun : Wong Kwok-chu
- Lam Suet : une des personnalités de Ko Chi-wai

## Production
Le film réunit Johnnie To et Wai Ka-fai comme producteurs et réalisateurs quatre ans après Running on Karma. Ils retrouvent aussi l'acteur Lau Ching-wan après My Left Eye Sees Ghosts.
Le film a été écrit par Wai Ka-fai et Au Kin-yee, scénariste fréquent des films de la société Milkyway Image.

## Réception

### Problèmes de classification
Avant la sortie du film, Wai Ka-fai protesta contre la Catégorie III (interdiction aux moins de 18 ans) attribuée par le Hong Kong motion picture rating system, disant qu'elle n'était basée que sur une seule scène particulièrement violente. Considérant qu'elle était cruciale, lui et son partenaire Johnnie To refusèrent de la supprimer pour obtenir un classement en Catégorie IIB.

### Festivals
Mad Detective fut présenté en avant première le 6 septembre 2007 à la Mostra de Venise et le 12 septembre dans la section des Présentations spéciales du Festival international du film de Toronto, destinée aux films ambitieux avec des stars ou des metteurs en scène marquants.

### Récompenses
27e cérémonie des Hong Kong Film Awards
- Meilleur scénario : Wai Ka-fai et Au Kin-yee

### Nominations
Hong Kong Film Awards
- Meilleur film
- Meilleur mise en scène (Johnnie To & Wai Ka-fai)
- Meilleur scénario (Wai Ka-fai, Au Kin-yee)
- Meilleur acteur (Lau Ching-wan)
- Meilleure photographie (Cheng Siu-keung)
- Meilleur montage (Tina Baz)
- Meilleurs costumes et maquillage (Stanley Cheung)
- Meilleurs effets spéciaux (Raymond Man)

Asian Film Awards
- Meilleur scénario (Wai Ka-fai, Au Kin-yee)

### Box Office
Au moment de sa sortie, Mad Detective rencontra une forte compétition de films américains : 30 Days of Night et The Heartbreak Kid. Sorti à Hong Kong le 29 novembre 2007, il atteignit la première place et rapporta plus de 3,84 millions de dollars de Hong Kong, ce qui fut considéré comme un succès éclatant par son distributeur China Star Entertainment Group, qui n'avait sorti que 30 copies. Au total, il a rapporté plus de 10,67 millions de dollars de Hong Kong à Hong Kong, résultat excellent pour un film de catégorie III (interdit aux moins de 18 ans).